# Liriomyza eupatorii
Liriomyza eupatorii är en tvåvingeart som först beskrevs av Johann Heinrich Kaltenbach 1874.  Liriomyza eupatorii ingår i släktet Liriomyza och familjen minerarflugor. Arten är reproducerande i Sverige. Inga underarter finns listade i Catalogue of Life.